# Mikrocode
Der Mikrocode ist der Binärcode eines Mikrobefehls oder einer Mikrobefehlssequenz eines Mikroprogramms. Der Mikrocode kann als „Maschinensprache“ des Mikroprogrammsteuerwerks zum Steuern des Rechenwerks in einem Prozessor angesehen werden. In der Realität erlauben einige Prozessoren zum Zeitpunkt der Initialisierung das Überschreiben des bei der Fertigung festgelegten und in einem Festwertspeicher (Mikroprogrammspeicher) abgelegten Mikrocodes. 
Üblicherweise erfolgt dies durch Nachladen eines im BIOS gespeicherten Mikrocodes. In diesem Fall bleibt der nachgeladene Mikrocode bis zum Abschalten des Prozessors erhalten, d. h. die Mikroprogrammierung ist reversibel. Ein Mikrocode-Update kann mit einem BIOS-Update verbunden sein. Unter Linux enthält das Paket intel-ucode den Mikrocode für Intel-Prozessoren, das Paket amd-ucode den Mikrocode für AMD-Prozessoren.
Die Erzeugung von Mikrocode zur Steuerung einer virtuellen Recheneinheit wird mit dem Mikrocodesimulator MikroSim auf didaktische Weise vermittelt.